# SUPERSONIC SUNRISE
『SUPERSONIC SUNRISE』（スーパーソニック・サンライズ）は、日本のロックバンド、ザ・コレクターズ(THE COLLECTORS)のメジャー12作目のオリジナル・アルバム。

## 概要
ザ・コレクターズが21世紀に入ってから最初に制作したアルバムであり、全10曲が収録されている。
ボーカルの加藤ひさしはこのアルバムについて、「僕の大好きな'60年代のロックが持ってた香りが、アルバムの中には漂っている。でもそれだって"懐かしくて"演ってるわけじゃなく、たとえば９曲目の『ジェリ－に相談』のサビの感じとか'60年代当時には絶対書かれなかった仕上がりにもなってる。だから、単に懐古趣味で演ってるわけじゃなく、しっかり進化しながら自分達の本質を魅せた作品にはなってると思うよ。」と語っている。
プロデュースした吉田仁の存在も大きく、加藤は、吉田仁がいなかったら「SUPERSONIC SUNRISE」が今のサウンドで完成しなかったと語っている。

## 収録曲
- 作詞･作曲：加藤ひさし（全曲）

1. A TASTE OF YOUTH
2. SHINE ON! STARDUST CHILDREN
3. MILLION CROSSROADS ROCK
4. 恋のしわざ
16thシングル
5. LUNA
6. PUPPET MASTER
7. A WAY OF LIFE
8. 遠距離通話サービス
9. ジェリーに相談
10. 沈みゆく船

## タイアップ
- A TASTE OF YOUTH - BSフジ『すてき!さくらママ』オープニングテーマ[3]
- LUNA - フジテレビ系『東京ビッグショット』エンディングテーマ